# Коллівілл (Техас)
Коллівілл (англ. Colleyville) — місто (англ. city) в США, в окрузі Таррант штату Техас. Населення — 26 057 осіб (2020).

## Географія
Коллівілл розташований за координатами 32°53′30″ пн. ш. 97°8′59″ зх. д. / 32.89167° пн. ш. 97.14972° зх. д. (32.891787, -97.149641).  За даними Бюро перепису населення США в 2010 році місто мало площу 34,19 км², з яких 33,92 км² — суходіл та 0,27 км² — водойми.

## Демографія
Згідно з переписом 2010 року, у місті мешкало 22 807 осіб у 7913 домогосподарствах у складі 7001 родини. Густота населення становила 667 осіб/км². Було 8165 помешкань (239/км²).
Расовий склад населення:
| - 88,9 % — білих - 5,9 % — азіатів - 2,0 % — чорних або афроамериканців - 0,5 % — корінних американців |

До двох чи більше рас належало 1,9 %. Частка іспаномовних становила 5,1 % від усіх жителів.
За віковим діапазоном населення розподілялося таким чином: 26,5 % — особи молодші 18 років, 63,1 % — особи у віці 18—64 років, 10,4 % — особи у віці 65 років та старші. Медіана віку мешканця становила 45,5 року. На 100 осіб жіночої статі у місті припадало 98,1 чоловіків; на 100 жінок у віці від 18 років та старших — 97,0 чоловіків також старших 18 років.
Середній дохід на одне домашнє господарство  становив 207 438 доларів США (медіана — 152 310), а середній дохід на одну сім'ю — 219 612 долари (медіана — 166 868). Медіана доходів становила 131 824 долари для чоловіків та 72 146 доларів для жінок. За межею бідності перебувало 1,9 % осіб, у тому числі 3,1 % дітей у віці до 18 років та 0,4 % осіб у віці 65 років та старших.
Цивільне працевлаштоване населення становило 12 136 осіб. Основні галузі зайнятості: освіта, охорона здоров'я та соціальна допомога — 19,0 %, науковці, спеціалісти, менеджери — 16,7 %, фінанси, страхування та нерухомість — 11,4 %, виробництво — 11,3 %.